# الكامل في التاريخ
الكامل في التاريخ هو كتاب من تأليف عز الدين أبي الحسن علي بن أبي الكرم محمد بن محمد بن عبد الكريم بن عبد الواحد الشيباني، المعروف بابن الأثير الجزري. صحح أصوله عبد الوهاب النجار بالقاهرة، إدارة الطباعة المنيرية، عام 1357 هـ / 1938م.

## وصف الكتاب
تاريخ جامع لأخبار ملوك الشرق والغرب، وما بينها، بدأه منذ أول الزمان إلى آخر سنة ثمان عشرين وستمائة، وضح منهجه بقوله: (ذكرت في كل سنة لكل حادثة كبيرة مشهورة ترجمة تخصها، فأما الحوادث الصغار التي لا يحتمل منها كل شيء ترجمة فإنني أفردت لجميعها ترجمة واحدة في آخر كل سنة فأقول: ذكر عدة حوادث، وإذا ذكرت بعض من نبغ وملك قطراً من البلاد، ولم تطل أيامه، فإني أذكر جميع حاله من أوله إلى آخره عند ابتداء أمره، لأنه إذا تفرق خبره لم يعرف للجهل به، وذكرت في آخر كل سنة من توفي فيها من مشهوري العلماء، والأعيان، والفضلاء.

## قصة الكتاب
من أشهر كتب التاريخ الإسلامي، وأحسنها ترتيباً وتنسيقاً. طبع مرات كثيرة، أولها في ليدن سنة 1850—1874م بعناية تورنبرج، ثم في مصر 1303 هـ. ألفه عز الدين ابن الأثير في الموصل، ورتبه على السنين، وانتهى به إلى عام 628 هـ ثم أهمله في مسوداته مدة طويلة، حتى أمره الملك الرحيم بالاجتهاد في تبييضه. قال: فألقيتُ عني جلباب المهل، وأبطلت رداء الكسل وقلت: هذا أوان الشد فاشتدي زيم، وسميته اسماً يناسب معناه، وهو: «الكامل في التاريخ» ثم أعقب ذلك بكلمات في فوائد علم التاريخ، ثم افتتح كتابه بذكر بدء الخلق، وقصص الأنبياء حتى صعود السيد المسيح، وأعقبه بفصل في ذكر من ملك من ملوك الروم بعد رفع المسيح إلى عهد محمد ﷺ ثم أخبار الهجرات العربية، وأيام العرب قبل الإسلام، ثم السيرة النبوية حتى عام (11هـ). وافتتح المجلد الثاني بذكر مرض النبي (ص) ووفاته حتى حوادث سنة (65). ووصل بالمجلد الثالث إلى حوادث سنة (168) وبالرابع إلى آخر خلافة المقتدر سنة 295 هـ والخامس حتى سنة 412 هـ والسادس حتى سنة 527 هـ والسابع حتى سنة 628 هـ وهو أهم أجزاء الكتاب وفيه الكثير من مشاهداته وذكرياته.
يؤخذ عليه انحرافه عن صلاح الدين، وإن كان في الظاهر يثني عليه. وذكر في سبب تأليفه أنه رأى كتب التاريخ متباينة في تحصيل الغرض، يكاد جوهر المعرفة بها يستحيل إلى العرَض، وسود كثير منهم الأوراق بصغائر الأمور، والشرقي أخل بذكر أخبار الغرب، والغربي أهمل أحوال الشرق، فكان الطالب إذا أراد أن يطالع تاريخاً مفصلاً إلى وقته يحتاج إلى مجلدات كثيرة. وذكر أنه أفرغ فيه كل تراجم الطبري، وما فيه من الروايات التامة، مضيفاً إليها ما عثر عليه في التواريخ المشهورة. قال: (إلا ما يتعلق بما جرى بين أصحاب رسول الله ﷺ فإني لم أضف إلى ما نقله أبو جعفر شيئاً) وإنما اعتمدتُ عليه من بين المؤرخين إذ هو الإمام المتقن حقاً، الجامع علماً وصحة اعتقاد وصدقاً. قال: «وذكرت في كل سنة لكل حادثة كبيرة ترجمة تخصها، وأما الحوادث الصغار فأفردت لجميعها ترجمة واحدة في آخر كل سنة، فأقول: ذكر عدة حوادث. وذكرت في آخر كل سنة من توفي فيها من مشهوري العلماء والأعيان.»
انظر التعريف بكتابي أخويه: «النهاية» و«المثل السائر»، وانظر د. فيصل السامر (ابن الأثير ص: 87 و161) وفيه جداول مهمة لكتاب الكامل. وكان ابن الأثير من أصدقاء ياقوت الحموي، وهو الذي نفذ وصيته بعد موته.

## مواضيع الكتاب
الجزء الأول
- ذكر الوقت الذي ابتدئ فيه بعمل التاريخ في الإسلام
- القول في الزمان
- القول في جميع الزمان من أوله إلى آخره
- القول في ابتداء الخلق وما كان أوله
- القول في الليل والنهار
- قصة إبليس لعنه الله وابتداء أمره وإطغائه آدم عليه السلام
- ذكر الأخبار بما كان لإبليس لعنه الله من الملك وذكر الأحداث في ملكه
- ذكر خلق آدم عليه السلام
- ذكر إسكان آدم الجنة وإخراجه منها
- ذكر اليوم الذي أسكن آدم فيه الجنة واليوم الذي أخرج فيه منها واليوم الذي تاب فيه
- ذكر الموضع الذي أهبط فيه آدم وحواء من الأرض
- وأخذ الميثاق
- ذكر الأحداث التي كانت في عهد آدم في الدنيا
- ذكر ولادة شيث
- ذكر وفاة آدم عليه السلام
- ذكر شيث بن آدم عليه السلام
- ذكر الأحداث التي كانت من لدن ملك شيث إلى أن ملك يرد
- ذكر يرد
- ذكر ملك طهمورث
- ذكر خنوخ وهو إدريس عليه السلام
- ذكر ملك جمشيد
- ذكر الأحداث التي كانت في زمن نوح عليه السلام
- ذكر ذرية نوح عليه السلام
- ذكر ملك أفريدون
- ذكر الأحداث التي كانت بين نوح وإبراهيم
- ذكر إبراهيم الخليل عليه السلام ومن كان في عصره من ملوك العجم
- ذكر هجرة إبراهيم عليه السلام ومن آمن معه
- ذكر ولادة إسماعيل عليه السلام وحمله إلى مكة
- ذكر عمارة البيت الحرام بمكة
- ذكر قصة الذبح
- ذكر من قال إنه إسحاق
- ذكر من قال ان الذبيح إسماعيل عليه السلام
- وصفة الذبح
- ذكر ما امتحن الله به إبراهيم عليه السلام
- ذكر عدو الله نمرود وهلاكه
- ذكر قصة لوط وقومه
- ذكر وفاة سارة زوج إبراهيم عليه السلام وذكر أولاده وأزواجه
- ذكر وفاة إبراهيم وعدد ما أنزل عليه
- ذكر خبر ولد إسماعيل بن إبراهيم
- ذكر إسحاق بن إبراهيم وأولاده
- ذكر قصة يوسف عليه السلام
- قصة شعيب عليه السلام
- قصة الخضر وخبره مع موسى
- ذكر الخبر عن منوجهر والحوادث في أيامه
- قصة موسى عليه السلام ونسبه وما كان في أيامه من الأحداث
- ذكر أمر بني إسرائيل في التيه ووفاة هارون عليه السلام
- ذكر وفاة موسى عليه السلام
- ذكر يوشع بن نون عليه السلام وفتح مدينة الجبارين
- ذكر أمر قارون
- ذكر من ملك من الفرس بعد منوجهر
- ذكر ملك كيقباذ
- ذكر الأحداث في بني إسرائيل
- ذكر الأحداث في بني إسرائيل
- ذكر الياس عليه السلام
- وأخذ التابوت من بني إسرائيل
- ذكر حال اشمويل وطالوت
- ذكر ملك داود
- ذكر فتنته بزوجة أوريا
- ذكر بناء بيت المقدس ووفاة داود عليه السلام
- ذكر ملك سليمان بن داود عليه السلام
- ذكر ما جرى له مع بلقيس
- ذكر غزوته أبا زوجته جرادة ونكاحها وعبادة الصنم في داره وأخذ خاتمه وعوده إليه
- ذكر وفاة سليمان
- ذكر من ملك من الفرس بعد كيقباذ
- ذكر ملك كيخسرو بن سياوخش بن كيكاووس
- ذكر أمر بني إسرائيل بعد سليمان
- ذكر محاربة آسا بن أفيا ورزح الهندي
- ذكر شعيا والملك الذي معه من بني إسرائيل ومسير سنحاريب إلى بني إسرائيل
- ذكر ملك لهراسب وابنه بشتاسب وظهور زرادشت
- ذكر بشتاسب والحوادث في ملكه وقتل أبيه لهراسب
- ذكر الخبر عن ملوك بلاد اليمن من أيام كيكاووس إلى أيام بهمن بن اسفنديار
- ذكر خبر أردشير بهمن وابنته خماني
- ذكر خبر دارا الأكبر وابنه دارا الأصغر وكيف كان هلاكه مع خبر ذي القرنين
- ذكر الإسكندر ذي القرنين
- ذكر من ملك من قومه بعد الاسكندر
- ذكر أخبار ملوك الفرس بعد الاسكندر وهم ملوك الطوائف
- ذكر ملك أشك بن أشكان
- ذكر ملك جوذرز
- ذكر الأحداث أيام ملوك الطوائف
- فمن ذلك ذكر المسيح عيسى بن مريم ويحيى بن زكريا عليهم السلام
- ذكر قتل زكريا
- ذكر ولادة المسيح عليه السلام ونبوته إلى آخر أمره
- ذكر نزول المائدة
- ذكر رفع المسيح إلى السماء
- ذكر من ملك من الروم بعد رفع المسيح
- ذكر ملوك الروم وهم ثلاث طبقات فالطبقة الأولى الصابئون
- ذكر الطبقة الثالثة من ملوك الروم بعد الهجرة
- ذكر وصول قبائل العرب إلى العراق ونزولهم الحيرة
- ذكر جذيمة الأبرش
- ذكر أصحاب الكهف وكانوا أيام ملوك الطوائف
- مما كان من الاحداث أيام ملوك الطوائف
- مما كان من الأحداث شمسون
- ذكر خالد بن سنان العبسي
- ذكر طبقات ملوك الفرس الطبقة الأولى الفيشداذية
- الطبقة الثانية الكيانية
- الطبقة الثالثة الأشغانية
- الطبقة الرابعة الساسانية
- ذكر أخبار أردشير بن بابك وملوك الفرس
- ذكر ملك سابور بن أردشير بن بابك
- ذكر خبر مدينة الحضر
- ذكر ملك ابنه هرمز بن سابور بن أردشير بن بابك
- ذكر ملك ابنه بهرام بن هرمز بن سابور
- ذكر ملك ابنه بهرام بن بهرام بن هرمز بن سابور بن أردشير
- ذكر ملك ابنه بهرام بن بهرام بن بهرام بن هرمز بن سابور
- ذكر ملك نرسي بن بهرام
- ذكر ملك هرمز بن نرسي بن بهرام بن بهرام بن هرمز
- ذكر ملك ابنه سابور ذي الأكتاف
- سبب تنصر قسطنطين
- ذكر ملك أردشير بن هرمز بن نرسي بن بهرام بن سابور بن أردشير بن بابك أخي سابور
- ذكر ملك سابور بن سابور ذي الأكتاف
- ذكر ملك أخيه بهرام بن سابور ذي الأكتاف
- ذكر ملك يزدجرد الأثيم بن بهرام بن سابور ذي الأكتاف
- ذكر ملك بهرام بن يزدجرد الأثيم
- ذكر ملك ابنه يزدجرد بن بهرام جور
- ذكر ملك فيروز بن يزدجرد بن بهرام بعد أن قتل أخاه هرمز وثلاثة من أهل بيته
- ذكر الأحداث في العرب أيام يزدجرد وفيروز
- ذكر ملك بلاش بن فيروز بن يزدجرد
- ذكر ملك قباذ بن فيروز بن يزدجرد
- ذكر حوادث العرب أيام قباذ
- ذكر ملك لختيعة
- ذكر ملك ذي نواس وقصة أصحاب الأخدود
- ذكر ملك الحبشة اليمن
- ذكر ملك كسرى أنوشروان بن قباذ
- ذكر ملك كسرى بلاد الروم
- ذكر ما فعله أنوشروان بأرمينية وأذربيجان
- ذكر أمر الفيل
- ذكر عود اليمن إلى حمير وإخراج الحبشة عنه
- ذكر ما أحدثه قريش بعد الفيل
- ذكر حلف المطيبين والأحلاف
- ذكر ما فعله كسرى في أمر الخراج والجند
- ذكر مولد رسول الله ﷺ
- ذكر قتل تميم بالمشقر
- ذكر ملك ابنه هرمز بن أنوشروان
- ذكر ملك كسرى أبرويز بن هرمز
- ذكر ما رأى كسرى من الآيات بسبب رسول الله ﷺ
- ذكر وقعة ذي قار وسببها
- ذكر ملوك الحيرة بعد عمرو بن هند
- ذكر المروزان وولايته اليمن من قبل هرمز
- ذكر قتل كسرى أبرويز
- ذكر ملك كسرى شيروية بن أبرويز بن هرمز بن أنوشروان
- ذكر ملك أردشير
- ذكر ملك شهريراز
- ذكر ملك بوران ابنة أبرويز بن هرمز بن أنوشروان
- ذكر ملك آزرميدخت ابنة أبرويز
- ذكر ملك يزدجرد بن شهريار بن أبرويز
- ذكر أيام العرب في الجاهلية
- ذكر حرب زهير بن جناب الكلبي مع غطفان وبكر وتغلب وبني القين
- ذكر يوم البردان
- ذكر مقتل حجر أبي امرئ القيس والحروب الحادثة بمقتله إلى أن مات امرؤ القيس
- ذكر مقتل كليب والأيام بين بكر وتغلب
- ذكر الحرب بين الحارث والأعرج وبني تغلب
- يوم عين أباغ
- يوم مرج حليمة
- وقتل المنذر بن المنذر بن ماء السماء
- ذكر قتل مضرط الحجارة
- يوم أوارة الأول
- يوم أوارة الثاني
- ذكر قتل زهير بن جذيمة وخالد بن جعفر بن كلاب والحارث بن ظالم المري وذكر يوم الرحرحان
- وهي بين عبس وذبيان
- يوم شعب جبلة
- يوم ذات نكيف
- ذكر الفجار الأول والثاني
- يوم ذي نجب
- يوم نعف قشاوة
- يوم الغبيط
- يوم لشيبان على بني تميم
- يوم مبايض
- يوم الزويرين
- ذكر أسر حاتم طيء
- يوم مسحلان
- حرب لسليم وشيبان
- يوم الإياد وهو يوم أعشاش ويوم العظالى
- يوم الشقيقة وقتل بسطام بن قيس
- يوم النسار
- يوم الجفار
- يوم الصفقية والكلاب الثاني
- يوم ظهر الدهناء وهو يوم بين طيء وأسد بن خزيمة
- يوم الوقيط
- يوم المروت
- يوم فيف الريح
- يوم ذي طلوح
- يوم أقرن
- يوم السلان
- يوم ذي علق
- يوم الرقم
- يوم ساحوق
- يوم النباة
- يوم الفرات
- يوم بارق
- يوم طخفة
- يوم النباج وثيتل
- يوم فلج
- يوم الشيطين
- أيام الأنصار وهم الأوس والخزرج التي جرت بينهم
- ذكر غلبة الأنصار على المدينة وضعف أمر اليهود بها وقتل الفطيون
- حرب سمير
- ذكر حرب كعب بن عمرو المازني
- ذكر الحرب بين بني عمرو وبني الحارث وهو يوم السرارة
- حرب الحصين بن الأسلت
- حرب ربيع الظفري
- حرب فارع بسبب الغلامى القضاعي
- حرب حاطب
- يوم الربيع
- يوم البقيع
- يوم الفجار الأول للأنصار
- يوم معبس ومضرس
- يوم الفجار الثاني للأنصار
- يوم بعاث
- ذكر غلبة ثقيف على الطائف والحرب بين الأحلاف وبني مالك
- نسب رسول الله ﷺ  وذكر بعض أخبار آبائه وأجداده
- ابن عبد المطلب
- سبب حفر بئر زمزم
- ابن هاشم
- ابن عبد مناف
- ابن قصي
- ابن كلاب
- ابن مرة
- ابن كعب
- ابن لؤي
- ابن غالب
- ابن مالك
- ابن النضر
- ابن كنانة
- ابن خزيمة
- ابن مدركة
- ابن إلياس
- ابن مضر
- ابن نزار
- ابن معد
- ابن عدنان
- ذكر الفواطم والعواتك
- عدنا إلى ذكر النبي ﷺ
- ذكر نكاح النبي ﷺ  خديجة
- ذكر حلف الفضول
- ذكر هدم قريش الكعبة وبنائها
- ذكر الوقت الذي أرسل فيه رسول الله ﷺ
- ذكر ابتداء الوحي إلى النبي ﷺ
- ذكر المعراج برسول الله ﷺ
- ذكر الاختلاف في أول من أسلم
- ذكر أمر الله تعالى نبيه ﷺ  بإظهار دعوته
- ذكر تعذيب المستضعفين من المسلمين
- ذكر المستهزئين ومن كان أشد الأذى للنبي ﷺ
- ذكر الهجرة إلى أرض الحبشة
- ذكر إرسال قريش إلى النجاشي في طلب المهاجرين
- ذكر إسلام حمزة بن عبد المطلب
- ذكر إسلام عمر بن الخطاب
- ذكر أمر الصحيفة
- ذكر وفاة أبي طالب وخديجة وعرض رسول الله ﷺ  نفسه على العرب
- ذكر أول عرض رسول الله ﷺ  نفسه على الأنصار وإسلامهم
- ذكر بيعة العقبة الأولى وإسلام سعد بن معاذ
- ذكر بيعة العقبة الثانية
- ذكر هجرة النبي ﷺ
- ذكر ما كان من الأمور أول سنة من الهجرة
- ذكر سرية عبد الله بن جحش
- ذكر غزوة بدر الكبرى
- ذكر غزوة بني القينقاع
- ذكر غزوة الكدر
- ذكر غزوة السويق
- ودخلت السنة الثالثة من الهجرة
- ذكر قتل كعب بن الأشرف اليهودي
- ذكر قتل أبي رافع
- ذكر غزوة أحد
- ذكر غزوة حمراء الأسد
- حملت جميلة بنت عبد الله بن أبي عامر غسيل الملائكة في شوال.
- ودخلت السنة الرابعة من الهجرة ذكر غزوة الرجيع
- ذكر إرسال عمرو بن أمية لقتل أبي سفيان
- ذكر بئر معونة
- ذكر إجلاء بني النضير
- غزوة ذات الرقاع
- ذكر غزوة بدر الثانية
- الأحداث في السنة الخامسة من الهجرة
- ذكر غزوة الخندق وهي غزوة الأحزاب
- ذكر غزوة بني قريظة
- ودخلت سنة ست من الهجرة ذكر غزوة بني لحيان
- ذكر غزوة ذي قرد
- ذكر غزوة بني المصطلق من خزاعة
- حديث الإفك
- ذكر عمرة الحديبية
- ذكر مكاتبة رسول الله ﷺ  الملوك
- ودخلت سنة سبع ذكر غزوة خيبر
- ذكر فدك
- ذكر عمرة القضاء
- ودخلت سنة ثمان
- ذكر إسلام خالد بن الوليد وعمرو بن العاص وعثمان بن طلحة
- ذكر غزوة ذات السلاسل
- ذكر غزوة الخبط وغيرها
- ذكر غزوة مؤتة
- ذكر فتح مكة
- ذكر غزوة خالد بن الوليد بني جذيمة
- ذكر غزوة هوازن بحنين
- ذكر حصار الطائف
- ذكر قسمة غنائم حنين
- ثم دخلت سنة تسع ذكر إسلام كعب بن زهير
- ذكر غزوة تبوك
- ذكر قدوم عروة بن مسعود الثقفي على رسول الله ﷺ
- ذكر قدوم وفد ثقيف
- ذكر غزوة طيء وإسلام عدي بن حاتم
- ذكر قدوم الوفود على رسول الله ﷺ
- ذكر حج أبي بكر رضي الله عنه
- ذكر الأحداث في سنة عشر ذكر وفد نجران مع العاقب والسيد
- ذكر إرسال علي إلى اليمن وإسلام همدان
- ذكر بعث رسول الله ﷺ  أمراءه على الصدقات
- ذكر حجة الوداع
- ذكر عدد غزواته ﷺ  وسراياه
- ذكر عدد حج النبي ﷺ  وعمره
- ذكر صفة النبي ﷺ  وأسمائه وخاتم النبوة
- ذكر شجاعته ﷺ  وجوده
- ذكر عدد أزواج النبي ﷺ  وسراريه وأولاده
- ذكر موالي رسول الله ﷺ
- ذكر من كان يكتب لرسول الله ﷺ
- ذكر أسماء خيله ﷺ
- ذكر بغاله وحميره وإبله ﷺ
- ذكر أسماء سلاحه ﷺ